# Geléhallon

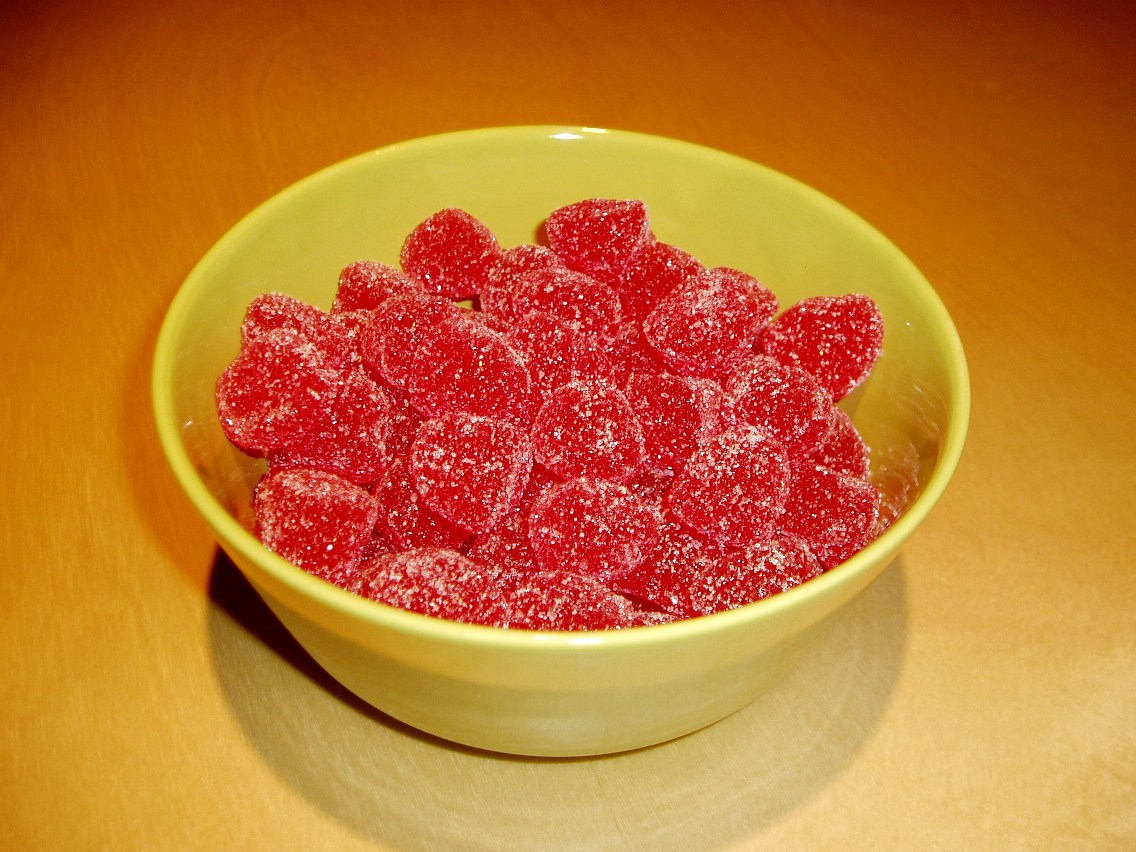
Geléhallon i en skål.

Geléhallon är en sorts gelégodis (ofta gelatin- eller pektinbaserat) som är starkt färgat i vanligtvis rött eller rosa. Konfektbitarna påminner om hallon till formen och är överdragna med socker. Åtminstone sedan början av 1960-talet har geléhallon kallats för jungfrubröst.
Geléhallon är en traditionell konfekt som kan beläggas i Sverige sedan åtminstone 1904. Av en annons i Göteborgs Aftonblad från detta år verkar det dock som att geléhallon redan var allmänt kända.
Konfekttillverkaren Aroma i Stockholm har tillverkat geléhallon från 1928 och Toms Sverige AB i Habo från 1952 till nedläggningen 2013.
Engelskans gumdrops syftar på likformat godis men i mer varierade färger och fruktiga smaker. Det finns även med kryddiga smaker, även kallat spice drops. I USA dök det upp en annons för gum drops 1860, där det beskrevs som ett mjukt gelatinbaserat godis som kunde tänjas som gummi.

## Andra betydelser
Geléhallon har även blivit ett produktnamn för "jungfrubröst" i prislistan från Plastikkirurggruppen på Sabbatsbergs sjukhus.
Apollo 9-projektets kommandomodul kallades för Gumdrop, engelska för geléhallon, eftersom den vid leveransen var inslagen i blå cellofanplast.